# Habituelle Luxation
Bei einer habituellen Luxation handelt es sich um eine Luxation, die bei physiologischen Bewegungen ohne zusätzlichen Gewaltaufwand immer wieder auftritt.
Zugrunde liegt eine Gelenkinstabilität, die entweder angeboren ist oder durch vorheriges Trauma meist mit normaler Luxation entstanden ist.
Eine habituelle Luxation tritt meist an der Kniescheibe oder an der Schulter auf.
Entweder ist die Kapselbandführung unzureichend und/oder die knöcherne Form des Gleitlagers am Knie bzw. der Gelenkfläche an der Schulter ungenügend, so dass bei manchen Belastungen die Kniescheibe dann zur Seite rutscht bzw. der Oberarmkopf aus der Pfanne springt und der Arm nicht mehr bewegt werden kann.

## Vorkommen
Habituelle Luxationen können bei folgenden Erkrankungen vorkommen:
- Atelosteogenesis
- Ehlers-Danlos-Syndrom
- Ellis-van-Creveld-Syndrom an der Patella
- Homozystinurie
- Marfan-Syndrom
- Larsen-Syndrom
- Nagel-Patella-Syndrom an Patella und Ellbogen
- Rubinstein-Taybi-Syndrom
- Trisomie 21 an Patella und Hüftgelenk

## Behandlung
Neben der Reposition, dem Einrenken des entsprechenden Gelenks ist eine Kräftigung der gelenkführenden Muskulatur u. a. mit Physiotherapie der erste Schritt einer Behandlung. Mitunter renken sich habituelle Luxationen fast genauso leicht wieder ein wie aus.
Einzelheiten der Behandlung finden sich unter Patellaluxation und Schulterluxation.